# Paolo Del Buono
Paolo Del Buono (ur. 26 października 1625 we Florencji, zm. w 1659 w Polsce) – włoski fizyk, inżynier i wynalazca, pod koniec życia zamieszkał w Polsce.

## Życiorys
Jego ojcem był Leonido Buono. Paolo studiował w Pizie, gdzie był uczniem Galileusza i gdzie w 1649 otrzymał doktorat. Należał do zakonu pijarów. Wynalazł instrument wykazujący nieściśliwość wody oraz sformułował twierdzenie, że woda zamknięta w szklanych fiolkach wytwarza powietrze w ilościach zależnych od temperatury otoczenia. Po utracie wsparcia ze strony księcia Pizy, w 1655 wyjechał do Niemiec, gdzie cesarz Ferdynand III Habsburg powierzył mu kierownictwo mennicy. Buono pracował także jako inżynier górnictwa w kopalniach w Karpatach. Po śmierci cesarza, Buono w 1658 wyjechał do Polski, gdzie został dzierżawcą mennicy państwowej.